# Johnny Marr

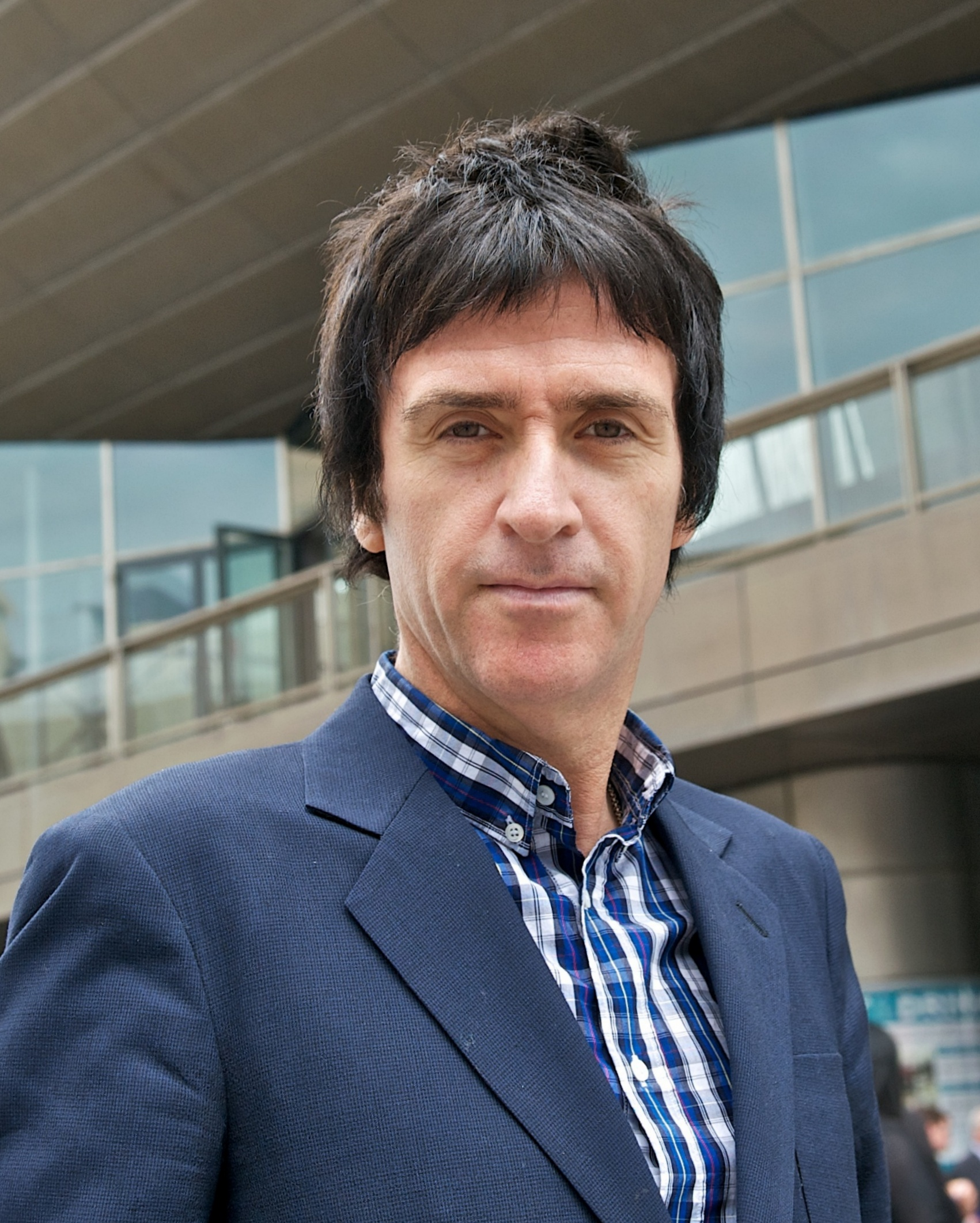
Johnny Marr (2012)

Johnny Marr (* 31. Oktober 1963 als John Martin Maher in Manchester) ist ein englischer Musiker. Er wurde in den Achtzigerjahren als Gitarrist und, neben Morrissey, Songwriter der stilbildenden Indie-Rock-Band The Smiths bekannt.

## Leben
Marr wuchs in Manchester auf. Das Gitarrespielen lernte er bei dem ebenfalls aus Manchester stammenden Musiker und späteren The-Cult-Gitarristen Billy Duffy. Seinen Künstlernamen nahm er an, da sein Geburtsname Maher immer wieder falsch ausgesprochen wurde und der Schlagzeuger der Buzzcocks ebenfalls John Maher hieß.
Er spielte zunächst in den Bands Sister Ray und Freaky Party, bevor er 1982 zusammen mit dem Sänger Morrissey die Smiths gründete. Nach fünf enorm erfolgreichen Jahren und vier Studioalben verließ er unerwartet die Band: Neben diversen Streitigkeiten mit Morrissey war ihm der Stil der Band zu eingefahren. Auch nahmen ihn die Live-Auftritte körperlich mit: Er verlor stark an Gewicht und musste sich zeitweise vor Live-Auftritten regelmäßig aus Nervosität übergeben. Marrs abrupter Ausstieg aus der Band führte letztendlich auch zur Auflösung der Smiths.
Nach dem Ende der Smiths spielte Marr bei verschiedenen Produktionen und Bands, zum Beispiel bei den Talking Heads, den Pretenders oder Kirsty MacColl. Bei The The war er von 1988 bis 1994 festes Mitglied. Gemeinsam mit Bernard Sumner gründete Marr mit Electronic wieder eine eigene Band. Das Projekt brachte zwischen 1989 und 1999 drei Alben heraus. Außerdem arbeitete er 1998 mit Neil Finn an dem Projekt 7 Worlds Collide.
Nach dem letzten Studioalbum von Electronic 1999 stellte Marr eine eigene Begleitband zusammen und war erstmals auch Sänger und Songschreiber seines eigenen Projekts. Er ging mit Johnny Marr’s Healers auf Tour. Mitglieder waren unter anderem Alonza Bevan von Kula Shaker und Ringo Starrs Sohn Zac Starkey. Ein 2000 fertiggestelltes Album, ursprünglich Play Tumb betitelt, fand allerdings erst kein Label für die Veröffentlichung. 2003 erschien es unter dem Titel Boomslang. Während dieser Zeit engagierte er sich auch als Produzent für die Newcomer Haven, die von Cornwall nach Manchester gezogen und von dem Smiths-Manager Joe Moss entdeckt worden waren. Mit seiner Hilfe entstanden zwei Alben der Band, die auch in den Charts erfolgreich waren.
Nach dieser Phase schloss sich Johnny Marr in der zweiten Hälfte der 2000er wieder anderen Gruppen an und spielte von 2006 bis 2008 mit Modest Mouse und von 2009 bis 2011 mit den Cribs. Dabei entstand auch jeweils ein Album mit seiner Beteiligung.
Der Bandzeit folgte wieder das Verlangen, seine eigenen Vorstellungen musikalisch umzusetzen. Er zog sich in seine Heimatstadt Manchester zurück und begann mit den Arbeiten an seinem ersten richtigen Soloalbum. Es wurde teilweise in Berlin eingespielt und dann in den Londoner Abbey Road Studios abgemischt. The Messenger wurde 2013 fertiggestellt und erreichte nach Veröffentlichung Platz 10 in den UK-Albumcharts. Es gilt unter Kritikern als mitunter gelungene Rückkehr zu seiner Zeit bei The Smiths.
Marr ist seit seiner Zeit bei The Smiths Veganer.
Vom 6. April bis 5. Juni 2016 begleitete Marr den deutschen Filmkomponisten Hans Zimmer bei wenigen ausgewählten Konzerten auf seiner Filmmusik-Live-Tournee durch Europa. Er übernahm dort die Rolle des E-Gitarristen.

### Gitarre
In der Zeit bei den Smiths war Johnny Marr dafür bekannt, Gitarren wie die Rickenbacker, die Stratocaster oder eine Gibson Les Paul zu spielen. Insbesondere die Rickenbacker wurden oft fälschlich für Marrs typischen Klang verantwortlich gemacht. Tatsächlich handelte es sich vor allem um Telecasters und seltener SGs, wobei er diese beiden Modelle später auch vermehrt live einsetzte. In seiner Zeit bei Modest Mouse verwendete er eine Fender Jaguar. Abgewandelt nach seinen Anpassungen wurde 2012 ein Signature-Modell dieser Gitarre herausgegeben, das sich wegen seiner oft als sinnvoll erachteten Änderungen großer Beliebtheit erfreut.
Der Rolling Stone listete Marr auf Rang 51 der 100 größten Gitarristen und gemeinsam mit Morrissey auf Rang 67 der 100 größten Songwriter aller Zeiten.

## Diskografie

### Soloalben
- 2013: The Messenger
- 2014: Playland
- 2015: Adrenalin Baby – Live
- 2018: Call the Comet
- 2022: Fever Dreams Pts. 1–4
- 2023: Spirit Power  (The Best Of Johnny Marr) (2 neue Tracks enthalten)
- 2025: Look Out Live! – Live

### Alben mit Bands mit Johnny Marr als regulärem Mitglied
Es sind nur diejenigen Bands angeführt, bei denen Johnny Marr reguläres Mitglied war. Er wirkte darüber hinaus bei vielen weiteren Produktionen mit.

### MitThe Smiths
- 1984: The Smiths
- 1984: Hatful of Hollow
- 1985: Meat Is Murder
- 1986: The Queen Is Dead
- 1986: The World Won't Listen (Compilation)
- 1987: Louder Than Bombs (Compilation)
- 1987: Strangeways, Here We Come
- 1988: Rank (Live)
- 1992: Best…I (Compilation)
- 1992: …Best II (Compilation)
- 1995: Singles (Compilation)
- 2003: The Very Best of the Smiths (Compilation)

### MitThe The
- 1989: Mind Bomb
- 1992: Dusk

### MitElectronic
- 1991: Electronic
- 1996: Raise the Pressure
- 1999: Twisted Tenderness

### Mit Johnny Marr & the Healers
- 2003: Boomslang

### MitModest Mouse
- 2007: We Were Dead Before the Ship Even Sank

### MitThe Cribs
- 2009: Ignore the Ignorant

### Soundtracks
- 2010: Gitarren-Part für den Film Inception (Der Soundtrack stammt von Hans Zimmer)
- 2014: Co-Komponist von Hans Zimmer für den Film The Amazing Spider-Man 2: Rise of Electro
- 2015: Co-Komponist von Hans Zimmer für den Film Freeheld – Jede Liebe ist gleich
- 2021: E-Gitarren-Part für den Film James Bond 007: Keine Zeit zu sterben (Der Soundtrack stammt von Hans Zimmer)